# Astronidium confertiflorum
Astronidium confertiflorum är en tvåhjärtbladig växtart som först beskrevs av Asa Gray, och fick sitt nu gällande namn av Markgr.. Astronidium confertiflorum ingår i släktet Astronidium och familjen Melastomataceae. Inga underarter finns listade i Catalogue of Life.